# Mietjärvi
Mietjärvi är en sjö i Finland. Den ligger i kommunen Jorois i landskapet Södra Savolax, i den södra delen av landet, 260 km nordost om huvudstaden Helsingfors. Mietjärvi ligger 102 meter över havet. I omgivningarna runt Mietjärvi växer i huvudsak barrskog. Arean är 34 hektar och strandlinjen är 2,83 kilometer lång. Sjön  ingår i Vuoksens huvudavrinningsområde. 